# Richard Posner
Richard Posner (ur. 11 stycznia 1939 w Nowym Jorku) – amerykański prawnik.
Jako profesor Uniwersytetu Chicagowskiego zapoczątkował badania związane z ekonomiczną analizą prawa. Był blisko związany z chicagowską szkołą ekonomii, lecz po kryzysie finansowym z 2008 i lekturze Ogólnej teorii zatrudnienia, procentu i pieniądza zaczął identyfikować się jako keynesista.
Jest autorem kilkudziesięciu książek i jednym z najczęściej cytowanych teoretyków prawa. Współpracował z Garym Beckerem, z którym współtworzył blog, a także jest współautorem przetłumaczonej na język polski książki Nieoczywistości. Ekonomiczna teoria wszystkiego.
Posner pisał również na tematy spoza swojej podstawowej dziedziny, jaką jest prawo. W swoich pracach podejmował tematy między innymi ochrony zwierząt, feminizmu, zakazu narkotyków, małżeństw osób tej samej płci, ekonomii keynesowską, akademicką filozofią moralną. Jest autorem blisko 40 książek z zakresu prawoznawstwa, ekonomii, ekonomicznej analizy prawa, ekonomii sprawiedliwości, problemów orzecznictwa, prawa, pragmatyzmu i demokracji oraz kryzysu kapitalistycznej demokracji.
Posner był określany jako konserwatysta, jednak w ostatnich lata zdystansował się od stanowiska partii republikańskiej, wydając bardziej liberalne orzeczenia dotyczące małżeństw jednopłciowych czy aborcji. Po kryzysie finansowy w 2008 zakwestionował model ekonomicznego wybory racjonalnego, leseferyzm, który leżał u podstaw jego teorii prawa i ekonomii.
Richard Posner w latach 1981-2017 był sędzią sądu apelacyjnego dla siódmego okręgu Stanów Zjednoczonych, nominowany przez Ronalda Reagana.

## Wczesne lata życia i edukacja
Po ukończeniu liceum uczęszczał na Uniwersytet Yale. W 1959 uzyskał stopień summa cum laude w literaturze angielskiej. Następnie uczęszczał do Harvard Law School, którą ukończył w 1962.
W okresie 1962-1963 pełnił funkcję adwokata i doradcy federalnego komisarza ds. handlu Philipa Elmana. Następnie rozpoczął pracę w Biurze Solicitor General w Departamencie Sprawiedliwości Stanów Zjednoczonych, pod kierownictwem Thurgood Marshall.

## Kariera zawodowa
W 1968 przyjął stanowisko nauczyciela akademickiego w Stanford Law School. W późniejszym okresie przeniósł się na wydział prawa Uniwersytetu Chicagowskiego, gdzie został starszym wykładowcą. Był założycielem, w 1972, i redaktorem The Journal of Legal Studies.
27 października 1981 został nominowany przez Ronalda Regana na sędziego Sądu Apelacyjnego Stanów Zjednoczonych dla siódmego obwodu, a 1 grudnia 1981 jego nominacja została zatwierdzona przez Senat Stanów Zjednoczonych. W latach 1993–2000 pełnił funkcję sędziego głównego tego sądu, pozostając ciągle profesorem na Uniwersytecie Chicagowskim, choć już w niepełnym wymiarze godzin.
Posner jest pragmatykiem w filozofii i ekonomistą w zakresie metodologii prawnej. Napisał wiele artykułów i książek o powiązaniach prawa z ekonomią i literaturą, sądownictwie federalnym, teorii moralnej, własności intelektualnej, prawie antymonopolowym, historii prawa.
Największy wpływ Posnera wynika z jego pism dotyczących prawa i ekonomii. New York Times nazwał go „jednym z najważniejszych uczonych antymonopolowych minionego półwiecza”. W grudniu 2004 Posner rozpoczął wspólny blog z laureatem Nagrody Nobla, Garym Beckerem, zatytułowanym The Becker-Posner Blog.

## Poglądy prawne i filozoficzne
W młodości, w latach 60. (jako urzędnik prawny Williama J. Brennana), Posner był uważany za liberała, jednak w reakcji na niektóre wydarzenia z końca lat 60. rozwinął silnie konserwatywne podejście. Zetknął się z ekonomistami ze szkoły chicagowskiej, Aaronem Directorem i George’em Stiglerem, będąc profesorem Uniwersytetu Stanforda. Posner podsumował swoje poglądy na temat prawa i ekonomii w swojej książce z 1973 The Economic Analysis of Law.
Dziś – chociaż ogólnie postrzegane jako właściwe w środowisku akademickim – pragmatyzm Posnera, jego kwalifikowany relatywizm moralny i sceptycyzm moralny oraz jego przywiązanie do myśli Fryderyka Nietzschego odróżniają go od większości amerykańskich konserwatystów. W lipcu 2012 Posner stwierdził: „Stałem się mniej konserwatywny, odkąd Partia Republikańska zaczęła być niemądra”.

## Nagrody i wyróżnienia
W 2004 sondaż przeprowadzony przez magazyn Legal Affairs nazwał Posnera jednym z dwudziestu najlepszych myślicieli prawnych w Stanach Zjednoczonych.
W 2008 University of Chicago Law Review opublikował numer upamiętniający dwadzieścia pięć lat sędziego Richarda A. Posnera. Jeden z byłych urzędników Posnera, Tim Wu, nazywa Posnera „prawdopodobnie największym żyjącym prawnikiem Ameryki”. Były dziekan Yale Law School, Anthony T. Kronman, powiedział, że Richard Posner był „jednym z najbardziej racjonalnych ludzi”, jakiego kiedykolwiek spotkał.

## Publikacje
- 1973: Ekonomiczna analiza prawa, wyd. 1
- 1981: Ekonomia sprawiedliwości, ISBN 978-0-674-23526-7
- 1988: Prawo i literatura: relacja niezrozumiana, ISBN 978-0-674-51468-3
- 1995: Pokonanie prawa, ISBN 978-0-674-64926-2 - wśród tematów jest krytyka teorii konstytucyjnych Roberta Borka, przegląd książek o systemie prawnym w III Rzeszy oraz dyskusja na temat kultury prawnej odzwierciedlonej w pracach Toma Wolfe’a i E.M. Forstera
- 2002: Pragmatyzm a purpozywizm w analizie pierwszej poprawki, 54 Stan. L. Rev. 737 (artykuł)
- 2003: Struktura ekonomiczna prawa własności intelektualnej (Harvard Univ. Press) z Williamem Landes, ISBN 978-0-674-01204-2
- 2006: Niepewna tarcza: amerykański system wywiadu w ferworze reform, ISBN 978-0-7425-5127-5
- 2014: Ekonomiczna analiza prawa, wyd. 9
- 2016: Rozbieżne ścieżki: Akademia i sądownictwo